# Petra Camacho
Petra Camacho (Madeira; 6 de noviembre de 1984) es una cantante y actriz portuguesa, originaria de la isla de Madeira.
Fue una de las finalistas de Operación Triunfo. Después de ganar varios concursos, Petra comenzó a aparecer con frecuencia en programas de televisión.
Con una breve experiencia en el escenario como cantante, siguió haciendo espectáculos y conciertos, en casinos, teatros o clubes.
En 1990, fue Ganadora del Children Song Contest of Madeira y de la Gala Internacional dos Pequenos Cantores (Figueira da Foz, Portugal).
En 1995 fue Ganadora de Cantigas da Rua (SIC - TV Channel). En 2000, fue finalista en el Contest Funchal a Cantar pero es tres años después, de que sería reconocida por el público mediante la participación en "Operación Triunfo" (RTP - Talent Show). En 2006, comenzó actuaciones en la serie de TV Morangos com Açúcar en la TVI. También tomó parte en Fascínios (TVI), una telenovela.
Participó en Zeca, traz um amigo também; A melhor canção de sempre (RTP); Portuguese National Final for Eurovision aquí como cantante corista.
En 2010, hizo el doblaje de Mundo de Patty (serie de TV).
En 2011, participó en el Festival de Jazz de Minde. También ese año, lanzó su primera EP You stole the sun por la discográfica Nucafé, que fue un éxito en las radios portuguesas como Antena 3, y fue incluida en la lista de reproducción de las Tiendas Calzedonia, de todo el mundo. 
En 2012, Release my heart compone su segundo single que sería producido por Marios Gligoris y Nuno Valerio y fue una muestra del nuevo disco de este proyecto de música de baile, y que fue una coproducción entre Grecia y Portugal. Y su Dance participó en el Festival Eurovisión de la Canción.
My Island fue su canción elegida para promover la isla de Madeira, en 2013.